# Московский Хор Рожечников
Московский хор рожечников (Московский рожечный хор) существует с 1994 года. Основатель ансамбля — Борис Ефремов.
Коллектив наследует традиции искусства игры на пастушьих духовых инструментах, сложившихся в середине 19-го века во Владимирской, Ярославской, Костромской областях России.

Рожечники - исполнители на рус. пастушьих рожках. Игра на этих инструментах издавна была распространена среди пастухов. Встречались и ансамбли ("хоры") Р., сопровождавшие пение, а также исполнявшие самостоятельно песни и инстр. пьесы. Типичные составы ансамблей - 3-4 рожка. В кон. 19 - нач. 20 вв. известность в России и за рубежом (выступали на междунар. Парижской выставке 1884) приобрели ансамбли Р. под упр. Н. В. Кондратьева и Н. Корзинова, позднее П. Г. и Н. Г. Пахаревых (бр. Бахаревых) и А. В. Сулимова. Коллектив Кондратьева отличался высоким исполнительским мастерством. В основе многоголосия хора Р. - подголосочная полифония протяжной и плясовой русской народной песни.
Владимирский пастуший рожок (пастушья труба), основной инструмент коллектива, уникален. Это исконно русский, традиционный инструмент, который не имеет аналогов в мире.
Рожок имеет три разновидности — бас, полубасок и визгунок.
Нетемперированный строй и певучий, похожий на человеческий голос, тембр рожка создают особый колорит и неповторимое звучание.
В составе ансамбля — известные музыканты, певцы и инструменталисты, которые играют на нескольких инструментах. Коллектив в своём творчестве использует не только рожок, но и почти все существующие русские народные инструменты: гармонь, балалайку, жалейку, свирель, гусли, колёсную лиру, в том числе такие необычные как косу, пилу, ложки.
Основная творческая идея Московского Хора Рожечников — дать новую жизнь традициям игры на пастушьих рожках, других русских народных инструментах и мужского ансамблевого многоголосия.
Московский хор рожечников неоднократно награждён призами и дипломами международных конкурсов и фестивалей.
Аудиозаписи Московского Хора Рожечников внесены в фонды Парижской Всемирной музыкальной библиотеки, как образцы русской национальной культуры.